# Лакия (местный совет)
Лакия— (ивр. לקיה‎, араб. اللقية‎) — местный совет в Южном округе Израиля. Его площадь составляет 5 728 дунамов.
Один из семи построенных для бедуинов населённых пунктов. Основан в 1990 году, хотя племена стали концентрироваться в данном районе уже к 1985 году. Крупнейший клан, живущий в посёлке — эс-Сана, кроме того, проживают представители кланов эль-Асад, абу-Амар и абу-Махраб.

## Население
По данным Центрального статистического бюро Израиля, население на начало 2020 года составляло 14 075 человек.
Естественный прирост населения — 3,7 %.
46,7 % учеников получают аттестат зрелости.
Средняя зарплата на 2007 год — 4 197 шекелей.